# Ora de Calcutta
Ora de Calcutta a fost un fus orar aflat cu 5 ore, 30 minute și 21 secunde înainte UTC.
Ora de Calcutta a fost folosită în India Britanică și în India ca fus orar între 1884 și 1948. Acest timp este timpul solar adevărat meridianului care trece prin Calcutta (Kolkata) și se folosea în partea estică a Indiei. În partea vestică a țării se folosea ora de Bombay, aflat cu 4 ore și 51 minute înainte UTC și pe insulele Andaman și Nicobar ora de Port Bair, aflat cu 6 ore, 19 minute și 51 secunde înainte UTC. Pe 1 ianuarie 1906 se introducea GMT+5:30 (acum: UTC+5:30) ca ora standard pentru toată țară. Totuși, ora de Calcutta a fost folosită până în 1948 în regiunea de Calcutta.